# Kōichi Nakano
Pour les articles homonymes, voir Nakano (homonymie).
Kōichi Nakano (中野 浩一, Nakano Kōichi) est un coureur cycliste sur piste japonais professionnel, né le 14 novembre 1955 à Kyushu. Il a d'abord été au Japon un très grand champion de keirin. Pour trouver un nouveau challenge, il s'est essayé à la discipline de la vitesse.
Dans cette nouvelle discipline, et en rencontrant les meilleurs sprinters professionnels mondiaux, il a obtenu dix titres consécutifs de champion du monde de vitesse professionnelle, de 1977 à 1986.

## Biographie
Longtemps parmi les grands acteurs du keirin au Japon (mais pas le numéro un), Koichi Nakano est devenu une figure légendaire dans le domaine de la vitesse. Pendant dix années consécutives, il a imposé sa loi par le port du maillot arc-en-ciel, battant ainsi le record codétenu par l'Italien Antonio Maspes et le Belge Jef Scherens, titrés à sept reprises.
Il dispute son premier championnat du monde de vitesse à Monteroni di Lecce en 1976. Il s'incline en demi-finale contre l'Australien John-Michael Nicholson, puis perd le match pour la médaille de bronze contre son compatriote Yoshikazu Sugata. Cette expérience le convainc d'arrêter les années suivantes les épreuves du keirin au Japon, pourtant très rentables par rapport aux championnats de vitesse. Il remporte son premier titre dès 1977, à San Cristóbal face à Sugata. Il se révèle rapidement comme imbattable, tant grâce à sa puissance, sa vitesse pure, son sens tactique et sa malice, et ce parfois au-delà des limites, comme lors de ses affrontements avec Guido Bontempi et Gordon Singleton.
Mais s'il était considéré comme un spécialiste du keirin, il n'était pas le meilleur. Il était bon, mais lui-même le savait, au Japon, des coureurs meilleurs que lui, il y en avait beaucoup. Quand il a commencé à remporter des titres mondiaux, de plus en plus de personnes se sont intéressées au passé de Nakano et ont ainsi découvert le keirin. Koichi Nakano, contrairement à ses compatriotes qui l'avaient précédé dans la course au titre, mangeait et vivait à l'européenne.
Ainsi, il bat Sugata à San Cristóbal, Dieter Berkmann à Monaco puis Amsterdam (en 1978 et 1979), Masahito Ozaki à Besançon (en 1980), Gordon Singleton à Brno puis Leicester (en 1981 et 1982), Yavé Cahard à Zurich (en 1983), Ottavio Dazzan à Barcelone (en 1984), Yoshiyuki Matsueda à Bassano del Grappa (en 1985) et Hideyuki Matsui à Colorado Springs lors du triplé japonais de 1986.
En 1987, en son absence, Nobuyuki Tawara offre au Japon son onzième titre consécutif après les dix du « kamikaze imbattable ». Colorado Springs reste sa dernière victoire dans la compétition, car pour venir disputer le mondial, il doit renoncer aux courses de keirin qui lui rapporteraient beaucoup plus. Même si la Fédération japonaise lui octroie à chaque fois une somme pour indemniser ce manque à gagner, il ne participe plus aux mondiaux de vitesse et se consacre exclusivement au keirin, ce qui lui permet rapidement d'accumuler une fortune.
Au Japon, Nakano est réputé pour avoir gagné plusieurs millions de dollars dans les courses de keirin. Il a remporté 600 courses pour environ 1 200 participations.
Grâce à Nakano, le keirin devient internationalement connu. Il est introduit en 1980 en tant que discipline du championnat du monde et depuis 2000 également aux Jeux olympiques. Kōichi Nakano a d'ailleurs participé sans succès aux mondiaux de keirin en 1990 (à domicile) devant une foule de fans et en 1991, où il termine cinquième de la finale. Aux Jeux olympiques de 2000 à Sydney, où le keirin fait son entrée au programme olympique, il est présent comme meneur en vélomoteur lors du titre de Florian Rousseau.
Après la fin de sa carrière de cycliste, il travaille comme commentateur sportif pour la télévision japonaise.

## Palmarès

### Championnats du monde
- Monteroni di Lecce 1976
  - 4e de la vitesse

- San Cristobal 1977
  -  Médaillé d'or de la vitesse

- Munich 1978
  -  Médaillé d'or de la vitesse

- Amsterdam 1979
  -  Médaillé d'or de la vitesse

- Besançon 1980
  -  Médaillé d'or de la vitesse

- Brno 1981
  -  Médaillé d'or de la vitesse

- Leicester 1982
  -  Médaillé d'or de la vitesse

- Zurich 1983
  -  Médaillé d'or de la vitesse

- Barcelone 1984
  -  Médaillé d'or de la vitesse

- Bassano del Grappa 1985
  -  Médaillé d'or de la vitesse

- Colorado Springs 1986
  -  Médaillé d'or de la vitesse

- Stuttgart 1991
  - 5e du keirin

### Grand Prix
- Grand Prix de Copenhague : 1981
- 3e du Grand Prix de Paris : 1978